# Acrocercops tacita
Acrocercops tacita är en fjärilsart som beskrevs av Paolo Triberti 2001. Acrocercops tacita ingår i släktet Acrocercops och familjen styltmalar.
Artens utbredningsområde är:
- Grekland.
- Libanon.

Inga underarter finns listade i Catalogue of Life.